# Катастрофа Boeing 737 возле Джакарты (2021)
Катастрофа Boeing 737 возле Джакарты (2021) — крупная авиационная катастрофа, произошедшая 9 января 2021 года. Авиалайнер Boeing 737-524 авиакомпании Sriwijaya Air выполнял плановый внутренний рейс SJ182 по маршруту Джакарта—Понтианак, но через 4 минуты после взлёта внезапно перешёл в крутое пикирование и рухнул в Яванское море. Погибли все находившиеся на его борту 62 человека — 56 пассажиров и 6 членов экипажа.
Катастрофа рейса 182 стала второй в истории авиакомпании Sriwijaya Air (первая произошла в 2008 году).

## Самолёт

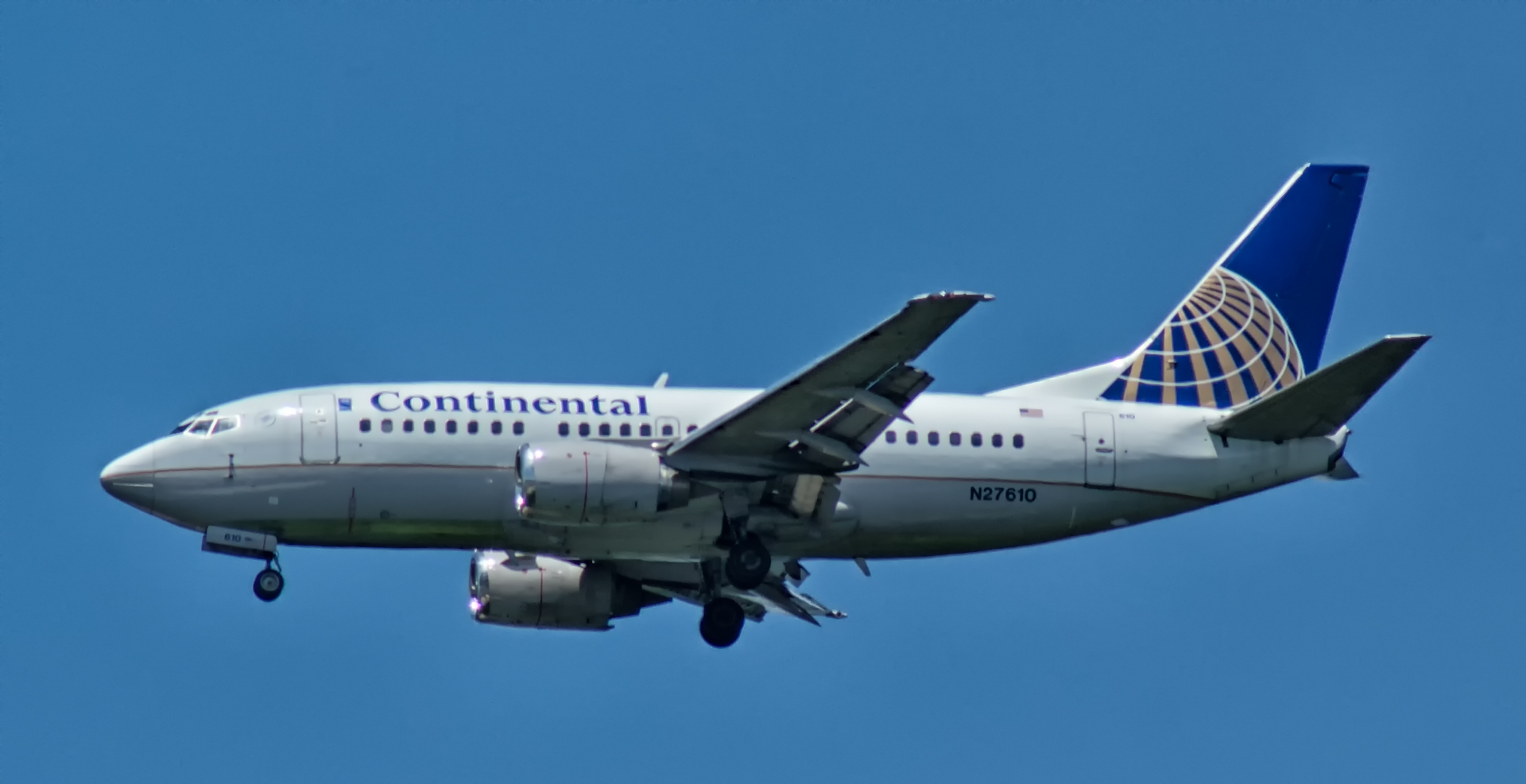
Разбившийся самолёт в 2008 году (в период эксплуатации в Continental Airlines)

Boeing 737-524 (регистрационный номер PK-CLC, заводской 27323, серийный 2616) был выпущен на заводе компании «Boeing» в городе Рентон (штат Вашингтон, США) в 1994 году (первый полёт совершил 13 мая). Эксплуатировался в компоновке салона на 8 мест бизнес-класса и 112 мест эконом-класса (C8Y112). 31 мая 1994 года был передан американской авиакомпании Continental Airlines (в 2012 году она стала частью авиакомпании United Airlines), в которой получил бортовой номер N27610. 1 октября 2010 года перешёл в авиакомпанию United Airlines, б/н остался без изменений. 9 апреля 2012 года был куплен индонезийской авиакомпанией Sriwijaya Air, в которой получил б/н PK-CLC и имя Citra; был приобретён ею в связи с тем, что в 2011 году Sriwijaya Air сдала 12 таких же самолётов в лизинг и вывела из эксплуатации все Boeing 737-200. Оснащён двумя турбовентиляторными двигателями CFM International CFM56-3C1. На день катастрофы 26-летний авиалайнер совершил 40 383 цикла «взлёт-посадка» и налетал 62 983 часа.
14 декабря 2020 года, по постановлению Министерства транспорта Индонезии, прошёл капитальный ремонт и все технические проверки (никаких неполадок обнаружено не было). 17 декабря лайнер получил новый лётный сертификат и уже с 19 декабря вернулся в эксплуатацию.

## Экипаж и пассажиры
Состав экипажа рейса SJ182 был таким:
- Командир воздушного судна (КВС) — 54-летний Афван (индон. Afwan). Очень опытный пилот, проходил службу в ВВС Индонезии[7]. В авиакомпании Sriwijaya Air проработал 6 лет и 1 месяц (с 24 ноября 2014 года). Налетал 17 904 часа, 9023 из них на Boeing 737.
- Второй пилот — 34-летний Диего Мамахит (индон. Diego Mamahit). Опытный пилот, в авиакомпании Sriwijaya Air проработал 7 лет и 2 месяца (с 8 ноября 2013 года). Налетал 5107 часов, 4957 из них на Boeing 737.

В салоне самолёта работали четверо бортпроводников:
- Дхика (индон. Dhika) — старший бортпроводник,
- Окки Бисма (индон. Okky Bisma),
- Мия Тресетьяни (индон. Mia Tresetyani),
- Джита Лестари (индон. Gita Lestari).

| Гражданство          | Пассажиры | Экипаж | Всего |
| -------------------- | --------- | ------ | ----- |
| Индонезия            | 55        | 6      | 61    |
| Камбоджа / Индонезия | 1         | 0      | 1     |
| Всего                | 56        | 6      | 62    |

Среди пассажиров был Муляди Тамсир (индон. Mulyadi Tamsir), политик от Партии народной совести (Ханура).
Также на борту самолёта находились ещё 6 членов экипажа авиакомпании Sriwijaya Air (2 пилота и 4 стюардессы), но они летели как служебные пассажиры.

## Хронология событий

### Катастрофа

График параметров рейса 182:
скорость (в узлах)
высота (в футах)

В 07:36 при дневном свете рейс SJ182 вылетел из аэропорта Сукарно-Хатта в Джакарте со взлётной полосы №25R (правая). На его борту находились 6 членов экипажа (2 пилота и 4 стюардессы) и 56 пассажиров.
В 07:36:46 второй пилот рейса 182 связался с авиадиспетчером Восточного терминала (TE) и получил указание: SJY182 идентифицирован при вылете через SID (стандартный вылет по приборам) на неограниченном уровне набора высоты 290.
В 07:36:51 параметрический самописец зафиксировал, что на высоте 603,5 метра сработала система автопилота (AP).
В 07:38:42 параметрический самописец зафиксировал, что в тот момент, когда лайнер набрал высоту 2484 метра, тяга двигателя №1 (левого) начала уменьшаться, в то время как тяга двигателя №2 (правого) оставалась прежней.
В 07:38:51 второй пилот запросил у авиадиспетчера TE изменение курса на 075°, чтобы избежать попадания в грозовой фронт; авиадиспетчер утвердил запрос.
В 07:39:01 авиадиспетчер TE дал пилотам рейса 182 указание о прекращении набора высоты на высоте 3352 метра, чтобы избежать столкновения с другим самолётом, который тоже летел в Понтианак и взлетел с ВПП №25L (левая).
В 07:39:47 параметрический самописец зафиксировал, что высота самолёта в этот момент составляла 3230 метров, сам самолёт летел курсом 046°, который непрерывно уменьшался (лайнер в этот момент поворачивал влево). Тяга двигателя №1 в этот момент продолжала уменьшаться, а тяга двигателя №2 была без изменений.
В 07:39:54 авиадиспетчер TE дал рейсу 182 команду набирать высоту 3962 метра, и в 07:39:59 второй пилот подтвердил команду; это стало последним радиосообщением с борта рейса SJ182.
В 07:40:05 параметрический самописец зафиксировал, что на высоте 3322 метра лайнер начал резкое снижение. Затем система автопилота отключилась в этой точке на курсе 016°, угол тангажа в этот момент составлял около 4,5° (носом вверх), и самолёт внезапно накренился влево более чем на 45°. Тяга двигателя №1 в этот момент продолжала падать, а тяга двигателя №2 оставалась прежней.
В 07:40:10 параметрический самописец зафиксировал отключение автоматической дроссельной заслонки (A/T), угол тангажа был более 10 ¢ X (носом вниз). Примерно через 20 секунд параметрический самописец прекратил запись. На высоте примерно 76 метров рейс SJ182 рассыпался на части (предположительно) из-за колоссальных нагрузок на фюзеляж, а уже через доли секунды его обломки рухнули в Яванское море.
В 07:40:37 авиадиспетчер TE связался с рейсом 182, чтобы запросить его текущий курс, но не получил ответа. В 07:40:48 метка рейса SJ182 исчезла с экрана радара авиадиспетчера TE.
В 07:40:46 авиадиспетчер TE снова связался с рейсом 182 и опять не получил ответа. Затем он поместил вектор измерения на последнее известное ему местонахождение рейса 182 и сообщил старшему диспетчеру об исчезновении рейса SJ182; тот передал информацию операционному менеджеру.
Авиадиспетчер TE неоднократно вызывал рейс SJ182, а также связывался с пилотами других самолётов, которые летели рядом с местом исчезновения рейса 182, чтобы те связались с рейсом 182. Затем он активировал аварийную частоту 121,5 МГц и вызвал рейс SJ182 на этой частоте, но все его попытки связаться с рейсом 182 также не увенчались успехом.

### Поисково-спасательная операция

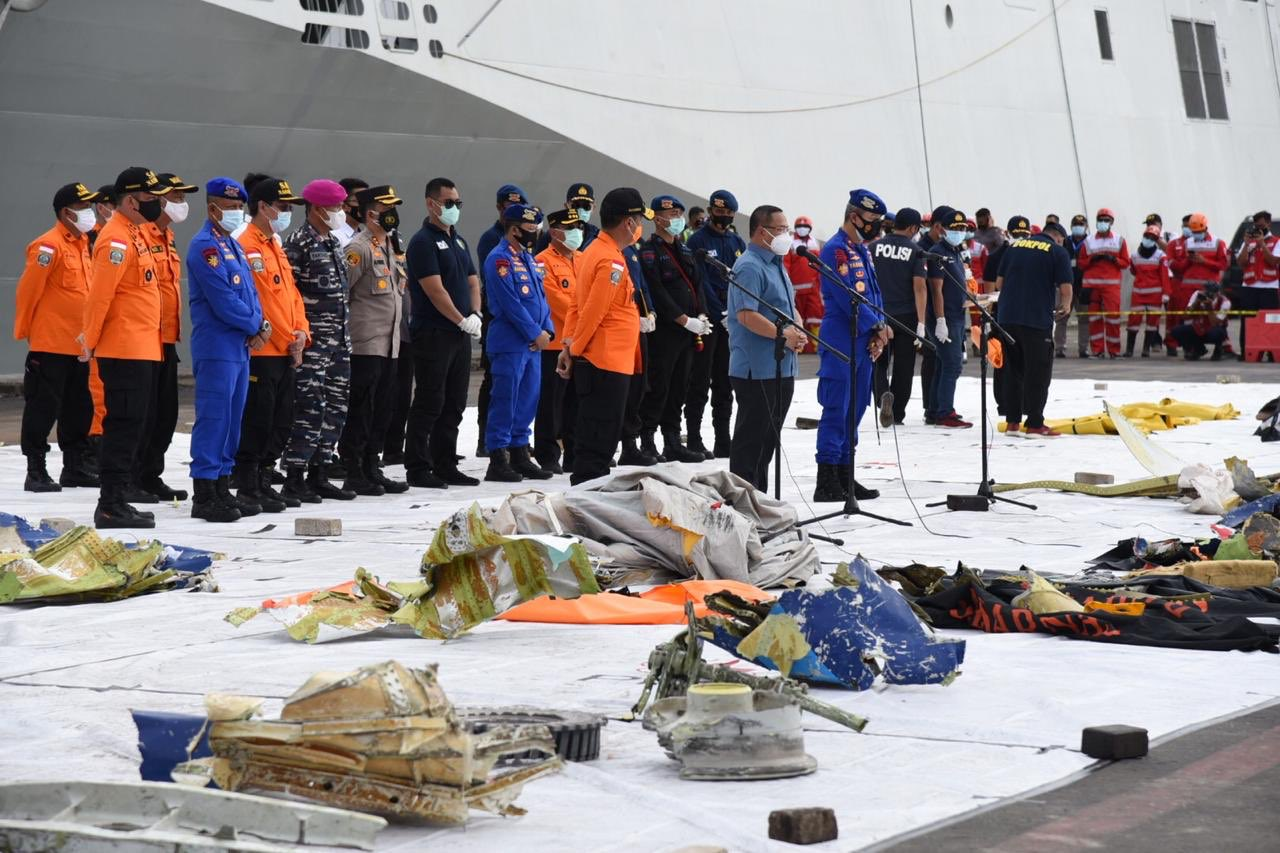
Пресс-конференция Национального поисково-спасательного агентства Индонезии по поводу катастрофы рейса 182 (на переднем плане обломки лайнера, найденные на дне Яванского моря)

Власти Индонезии развернули поисково-спасательную операцию.
На глубине 23 метра были найдены обломки самолёта и фрагменты тел погибших, а также бортовые средства объективного контроля.
Параметрический самописец был извлечён со дна подводными пловцами ВМС Индонезии 12 января в 09:00 UTC. По данным на 17 апреля, со дна Яванского моря были извлечены 26 обломков лайнера и были идентифицированы 58 погибших, включая КВС и второго пилота рейса 182.
Компоненты речевого самописца и его маячок были обнаружены 15 января, однако модуля памяти самописца на этом месте не оказалось и дайверы продолжали его поиски. 31 марта модуль памяти речевого самописца был найден и отправлен на расшифровку.

## Расследование
Расследование причин катастрофы рейса SJ182 проводил Национальный комитет по безопасности на транспорте (NTSC).
15 января NTSC сообщил, что данные параметрического самописца были найдены, а также успешно извлечены. Были исследованы 330 параметров. 31 марта был обнаружен речевой самописец рейса 182. «Reuters» сообщает, что из параметрического самописца были успешно извлечены все корректные данные о пути, скорости и состоянии обоих двигателей.
Предварительный отчёт расследования NTSC был опубликован 10 февраля 2021 года.

## Культурные аспекты
Катастрофа рейса 182 Sriwijaya Air показана в 25 сезоне канадского документального телесериала Расследования авиакатастроф в серии Потеря контроля.

### Комментарии
1. ↑  Здесь и далее указано Всемирное координированное время — UTC